# Pseudichneutes
Pseudichneutes är ett släkte av steklar som beskrevs av Sergey A. Belokobylskij 1996. Pseudichneutes ingår i familjen bracksteklar.
Kladogram enligt Catalogue of Life och Dyntaxa:
| Pseudichneutes | \| \| Pseudichneutes atanassovae \| \| \| \| \| \| Pseudichneutes flavicephalus \| \| \| \| \| \| Pseudichneutes levis \| \| \| \| |
|                | \| \| Pseudichneutes atanassovae \| \| \| \| \| \| Pseudichneutes flavicephalus \| \| \| \| \| \| Pseudichneutes levis \| \| \| \| |
|                | Pseudichneutes atanassovae |
|                | |
|                | Pseudichneutes flavicephalus |
|                | |
|                | Pseudichneutes levis |
|                | |